# Opitołoki

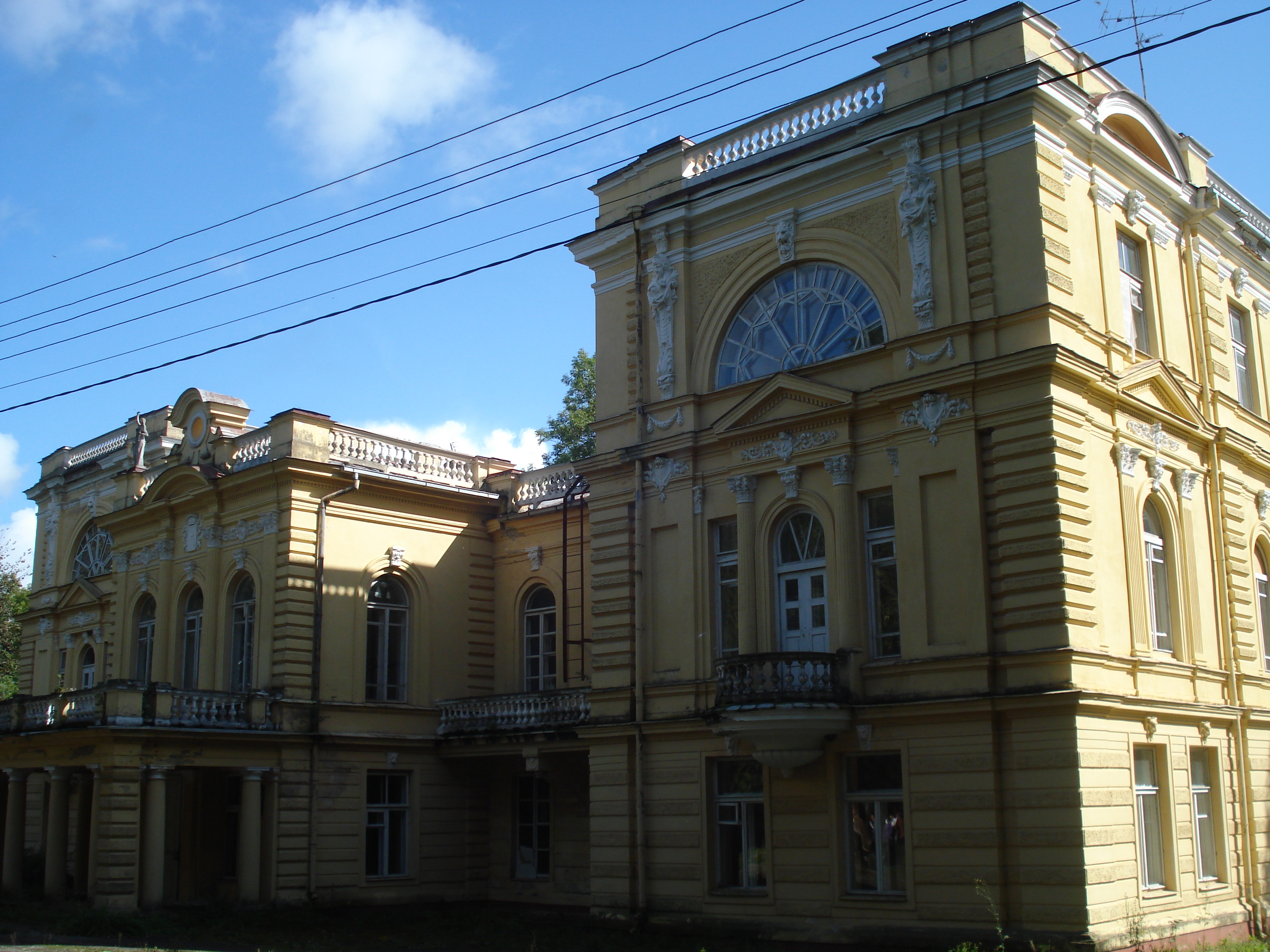
Pałac Zabiełłów w Opitołokach

Opitołoki (lit. Apytalaukis), wieś na Litwie, na Litwie właściwej, nad Niewiażą, w okręgu kowieńskim, w rejonie kiejdańskim, około 5 km na północny wschód od Kiejdan.